# Schuppe (Heraldik)
Schuppe hat in der Heraldik die Blasonierung schuppenförmiger Muster. In der Wappenbeschreibung wird dann oft geschuppt verwendet.
Dabei sind drei Fälle zu unterscheiden:
- zum einen ist die Fischschuppe gemeint, bei Fischen oder bei fischgeschwänzten Fabelwesen (Melusine Frau mit Fischschwanz als Beispiel)
- das Heroldsbild Schuppe ähnelt der Fischschuppe in der Form, oder schuppenförmigen Überlappungen, wie es die Tinktur Schuppenfeh zeigt. Also bogenformige Form und alle Tinkturen zugelassen.
- die dritte Möglichkeit ist die Beschreibung eines Wappenschnitts (Schuppenschnitt) betrifft. Beispiel: Geschuppter Schildfuß, d. h. die Schnittlinie des Schildfußes ist durch kleine  aneinandergereihte  Halbkreise getrennt.

(aus-)geschuppter Fisch (Wappen von Brokdorf)
Schuppenfeh (Heraldisches Muster)
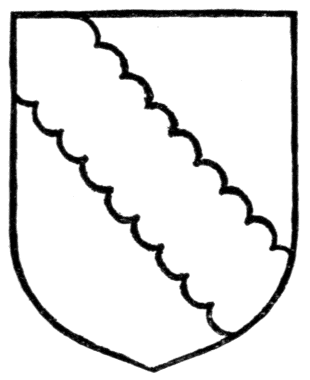
Schuppenschnitt (Wappen Amt Itzehoe-Land)

Der Ausdruck ‚geschuppt‘ ist also mehrdeutig, und sein Unterschied ist als heraldischer Fachbegriff bei Wappenbeschreibungen von weitreichender Bedeutung, da das Wappen fehlinterpretiert werden kann:
- Der Heraldiker blasoniert geschuppt an der Linie oder präziser mit Schuppen belegt in der Fläche, wenn es nur der Form nach einer Fischschuppe ähnlich ist. Schuppenförmige Formen füllen dann den Wappenschild oder das Feld. Alle Tinkturen sind möglich
- die Oberfläche von Fischen oder von Fabelwesen wird aber besser als ausgeschuppt beschrieben

In der älteren Heraldik war der  Begriff  für diesen Sachverhalt auch gekraust, beziehungsweise gekrauset – mit diesem Wort kann aber auch der Schwanz des Adlers beschrieben sein, wie er voluminös in bestimmten heraldischen Epochen im Wappen erschien.

## Einzelnachweis
1. ↑  Gert Oswald: Lexikon der Heraldik. VEB Bibliographisches Institut, Leipzig 1984.